# Relargage

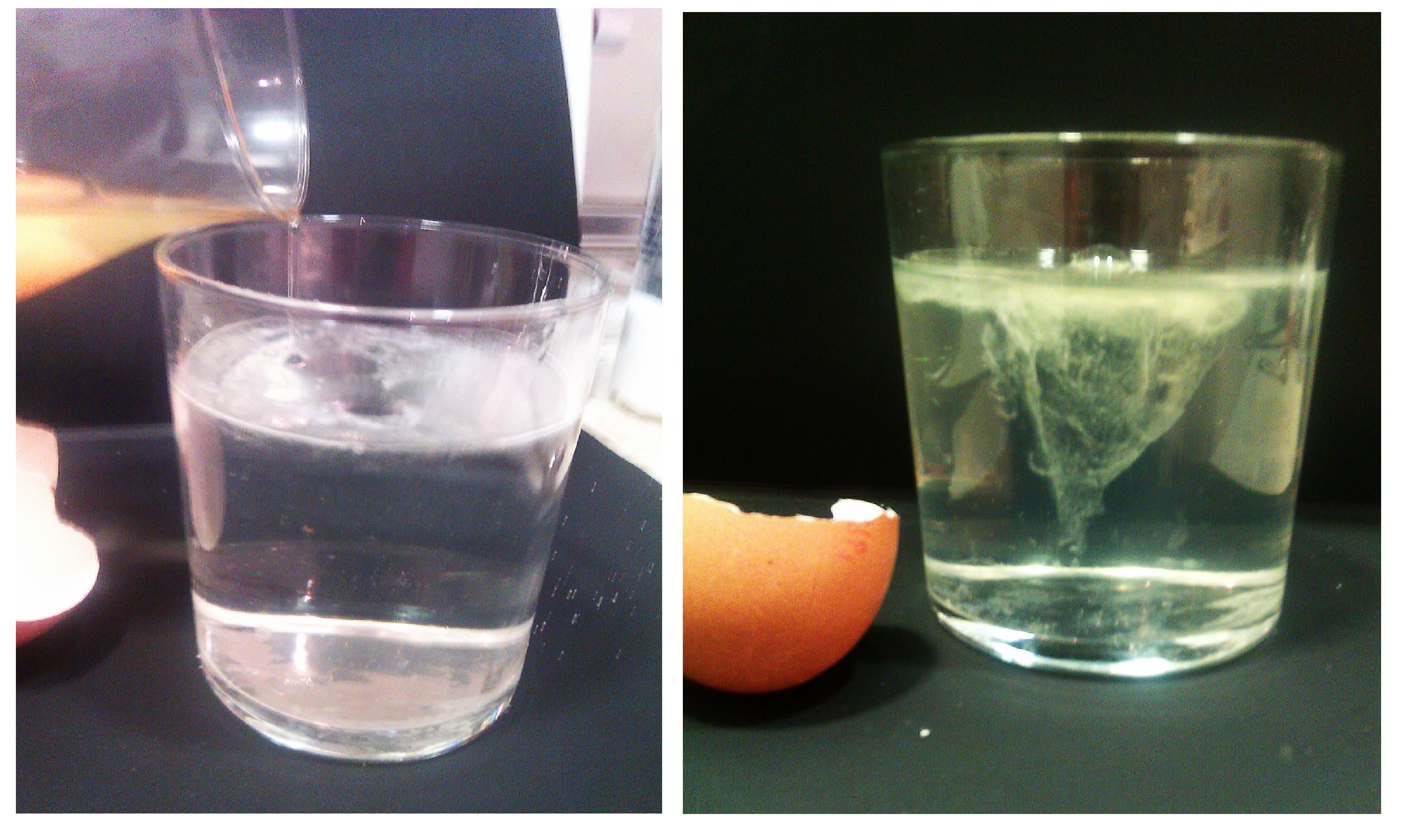
Coagulation des protéines d'un blanc d'œuf, induite par une forte concentration en chlorure de sodium.

Le relargage est une technique qui consiste à séparer une substance en solution de son solvant en introduisant une autre substance plus soluble qui prend sa place. Le relargage peut être suivi d'une distillation.

## Description
Lorsqu'une substance est en solution, chaque molécule (ou ion) est entourée par des molécules de solvant qui l'empêchent de se grouper avec ses congénères et donc de reprendre sa forme « à l'air libre ».
Si on introduit dans une solution une substance plus facilement soluble que la première, celle-ci monopolise les molécules du solvant permettant à la première de se séparer du solvant.

## Usages
C'est à l'origine une technique de savonnerie qui consiste à ajouter du sel dans l'eau savonneuse pour faire précipiter le savon (qui est très peu voire pas du tout soluble dans l'eau salée).
Cette technique est aussi utilisée pour séparer l'ADN ou les protéines (en ajoutant du sulfate d'ammonium).

## Expérience de la bouteille de Coca-Cola
Cette expérience, qui a provoqué un engouement sur internet, consiste à introduire très rapidement du sucre (ou des Mentos) dans une bouteille de Coca-Cola ouverte : un jet de mousse pouvant atteindre un mètre de haut apparaît alors.
D'après La Recherche, il s'agit d'un phénomène de relargage entre le CO2 et le sucre, ce dernier prenant la place du premier.